# Олександрівка (Охтирський район)
Олекса́ндрівка — село в Україні, у Великописарівському районі Сумської області. Населення становить 330 осіб. Орган місцевого самоврядування — Дмитрівська сільська рада.

## Географічне розташування та інфраструктура
Село Олександрівка розташоване на лівому березі річки Ворскла, вище за течією на відстані 1.5 км розташоване село Лукашівка, нижче за течією на відстані 0.5 км розташоване смт Велика Писарівка, на протилежному березі — село Заріччя Друге(народна назва Земний Рай)(Бєлгородська область).
На вулиці Київська, 59 знаходиться загальноосвітня школа 1-2 ступенів в якій навчається 22 учня.
В селі є молитовна кімната УПЦ МП на чолі з ієромонахом Іустином  (Ігорем Скоромним). Також  на вул. Київській є медпункт, Дом культури в приміщенні якої знаходиться сільська бібліотека. Також є магазин "Ворскла" ПП Лугового.
Поруч пролягає автомобільний шлях.
Селом простягається Гетьманський національний природний парк у здовж річки Ворскла та територією населеного пункту.
Село розташоване на кордоні з Росією.

## Назва
На території України 110 населених пунктів із назвою Олександрівка.

## Список загиблих під час Німецько-радянської війни в 1941-1945 рр. по с. Олександрівка
1.                     
Богомолов Данило Петрович
2.                    
Богомолов Михайло Васильович
3.                    
Вечеренко Іван Володимирович
4.                   
Вечеренко Іван Трохимович
5.                    
Вечеренко Митрофан Володимирович
6.                   
Вечеренко Павло Трохимович
7.                    
Вечеренко Яків Володимирович
8.                   
Воротінцев Андрій Андрійович
9.                   
Воротінцев Микола Петрович
10.              
Гефрамов Єгор Олександрович
11.                
Єремєєв Іван Іванович
12.               
Єремєєв Никифір Петрович
13.               
Закута Володимир Іванович
14.              
Іншин Василь Михайлович
15.               
Капуста Іван Михайлович
16.              
Капуста Кузьма Тихонович
17.               
Капуста Павло Миколайович
18.              
Карпов Микола Іванович
19.              
Карпов Михайло Йосипович
20.            
Кочерга Антон Іванович
21.               
Кочерга Василь Михайлович
22.             
Кочерга Микола Іванович
23.             
Кочерга Ольга Степанівна
24.             
Кочерга Федір Михайлович
25.             
Кочерга Харитон Семенович
26.             
Красноруцький Андрій Тимофійович
27.              
Красноруцький Іван Трохимович
28.             
Красноруцький Михайло Іванович
29.             
Красноруцький Сергій Тимофійович
30.            
Красовський Василь Костянтинович
31.               
Красовський Володимир Петрович
32.             
Красовський Іван Пантелійович
33.             
Красовський Олександр Пилипович
34.             
Кручак Іван Іванович
35.             
Лазарєв Семен Михайлович
36.             
Леонов Євдоким Якович
37.              
Леонов Іван Єгорович
38.             
Леонов Іван Ємельянович
39.             
Леонов Микита Пилипович
40.            
Леонов Павло Гаврилович
41.              
Леонов Сергій Ємельянович
42.             
Луговий Михайло Максимович
43.             
Луговий Харитон Ігнатович
44.            
Льгов Андрій Якович
45.             
Льгов Микола Андрійович
46.            
Мовчан Яків Федорович
47.             
Москаленко Володимир Михайлович
48.            
Плотніков Володимир Григорович
49.            
Плотніков Денис Іванович
50.            
Почернін Іван Матвійович
51.               
Почернін Ілля Іванович
52.             
Почернін Олексій Семенович
53.             
Почернін Петро Дмитрович
54.             
Почернін Семен Якович
55.             
Почернін Сергій Олександрович
56.             
Раков Іван Андрійович
57.              
Раков Іван Федорович
58.             
Раков Костянтин Авраменко
59.             
Раков Микола Аврамович
60.            
Раков Сергій Аврамович
61.              
Раков Стефан Іванович
62.             
Рилін Петро Трофимович
63.             
Рябка Дмитро Іванович
64.            
Середа Григорій Іванович
65.             
Середа Григорій Іванович
66.            
Сидоренко Василь Политонович
67.             
Сидоренко Володимир Тихонович
68.            
Сігодін Іван Григорович
69.            
Сінчура Володимир Костянтинович
70.             
Сінчура Ємельян Порфирович
71.               
Сінчура Феодосій Івановиич
72.              
Скоркін Микола Ілліч
73.              
Скоромний Володимир Петрович
74.             
Скоромний Григорій Єгорович
75.              
Скоромний Дмитро Лаврентійович
76.             
Скоромний Іван Гаврилович
77.              
Скоромний Микола Іванович
78.             
Скоромний Микола Павлович
79.             
Скоромний Михайло Павлович
80.            
Скоромний Олександр Ілларіонович
81.              
Скоромний Петро Мусійович
82.             
Скоромний Фома Павлович
83.             
Стельмах Семен Михайлович
84.            
Сумцов Микола Олександрович
85.             
Сумцов Яків Данилович
86.            
Сумцов Яків Олександрович
87.             
Тарарака Григорій Макарович
88.            
Тітов Семен Семенович
89.            
Хрищенко Федір Йосипович
90.            
Шлома Микита Захарович
91.              
Шлома Петро Іванович
92.             
Шлома Пилип Євдокимович
93.             
Шлома Семен Якович
94.            
Яковенко Дмитро Ігнатович
95.             
Яковенко Дмитро Прокипович
96.            
Яковенко Микола Гордійович
97.             
Яковенко Микола Прокопович
98.            
Яковенко Олександр Гордійович
- Село постраждало внаслідок геноциду українського народу, проведеного окупаційним урядом СССР 1932–1933 та 1946–1947 роках.

## Населення

### Мова
Розподіл населення за рідною мовою за даними перепису 2001 року:
| Мова       | Кількість | Відсоток |
| ---------- | --------- | -------- |
| українська | 401       | 93.26%   |
| російська  | 28        | 6.51%    |
| білоруська | 1         | 0.23%    |
| Усього     | 430       | 100%     |

## Відомі уродженці
- Стельмах Володимир Семенович, голова Нацбанку України, останній час працював радником експрезидента України В.Ф. Януковича.